# ویما
ویما (انگلیسی: Vemma)، یک شرکت بازاریابی شبکه‌ای آمریکایی بود که به تولید و فروش مکمل‌های غذایی می‌پرداخت. این شرکت در سال ۲۰۱۵ توسط کمیسیون فدرال تجارت به دلیل فعالیت‌های فریب‌دهنده و ترفند هرمی بسته‌شد. این شرکت در سال ۲۰۰۴ تأسیس شد. ویما در سال ۲۰۱۳ سودی ۲۲۱ میلیون دلاری را برای خود گزارش کرد. ویما بر جذب دانشجویان کالج و افراد زیر سی‌سال به عنوان بازاریاب‌های خود تأکید داشت. تا سال ۲۰۱۴، کمیسیون فدرال تجارت یش از ۱۷۰ شکایت پیرامون فعالیت‌های ویما دریافت کرد.